# Waalbeekpark
De Waalbeekpark is een wijk in de Belgische gemeente Zulte. De buurt bevindt zich ten oosten van het centrum, ten noordoosten van De Piste en ten zuidoosten van de spoorlijn Gent-Sint-Pieters - Moeskroen.
Belgische gemeenten · Arrondissement Gent · Oost-Vlaanderen · Vlaanderen